# Waterloo (bài hát của ABBA)
"Waterloo" là một bài hát của nhóm nhạc pop người Thụy Điển ABBA nằm trong album phòng thu thứ hai cùng tên của họ (1974). Được viết lời và sản xuất bởi các thành viên Benny Andersson, Björn Ulvaeus với sự tham gia hỗ trợ viết lời từ Stig Anderson, bài hát được phát hành vào năm 1974 như là đĩa đơn đầu tiên trích từ album. Đây là tác phẩm đầu tiên của nhóm với hãng đĩa Epic và Atlantic, và cũng là đĩa đơn đầu tiên mà họ trình bày dưới tên gọi ABBA.
Ngày 6 tháng 4 năm 1974, bài hát đã giúp Thụy Điển đăng quang tại cuộc thi Eurovision Song Contest năm 1974, cũng như đánh dấu sự nghiệp của ABBA trên thị trường quốc tế. Phiên bản tiếng Thụy Điển của đĩa đơn là một đĩa đơn mặt A đôi với "Honey, Honey" (phiên bản tiếng Thụy Điển), trong khi phiên bản tiếng Anh bao gồm "Watch Out" ở mặt B.
Sau khi phát hành, "Waterloo" đã trở thành một đĩa đơn thành công về mặt thương mại, đứng đầu các bảng xếp hạng ở Bỉ, Đan Mạch, Phần Lan, Đức, Ireland, Hà Lan, Na Uy, Nam Phi, Thụy Sĩ và Vương quốc Anh. Nó đạt vị trí thứ 6 trên bảng xếp hạng Billboard Hot 100 tại Hoa Kỳ và bán được gần 6 triệu bản trên toàn thế giới, trở thành một trong những đĩa đơn bán chạy nhất mọi thời đại.
Theo ông Harry Witchel, chuyên gia sinh lý học và chuyên gia âm nhạc tại Đại học Bristol, "Waterloo" là một tinh hoa của Eurovision. Tại lễ kỉ niệm 50 năm của Eurovision Song Contest năm 2005, nó được chọn là bài hát xuất sắc nhất trong lịch sử cuộc thi.

## Danh sách bài hát

### Phiên bản tiếng Thụy Điển
a. "Waterloo" (bản tiếng Thụy Điển) – 2:45 
b. "Honey Honey" (bản tiếng Thụy Điển) – 2:55

### Phiên bản tiếng Anh
a. "Waterloo" (bản tiếng Anh) – 2:46
b. "Watch Out" – 3:46

## Phiên bản chính thức
- "Waterloo" (bản tiếng Anh)
- "Waterloo" (bản tiếng Anh thay thế)
- "Waterloo" (bản tiếng Pháp) - thu âm ngày 18 tháng 4 năm 1974 tại Paris, Pháp
- "Waterloo" (bản tiếng Pháp/Thụy Điển)
- "Waterloo" (bản tiếng Đức)
- "Waterloo" (bản tiếng Thụy Điển)

## Xếp hạng
| Bảng xếp hạng (1974)                            | Vị trí cao nhất                   |
| ----------------------------------------------- | --------------------------------- |
| Australia (ARIA)                                | 4                                 |
| Áo (Ö3 Austria Top 40)                          | 2                                 |
| Bỉ (Ultratop 50 Flanders)                       | 1                                 |
| Canada (RPM)                                    | 7                                 |
| Denmark (Danish Top 20)                         | 1                                 |
| Finland (Mitä Suomi soittaa)                    | 1                                 |
| France (SNEP)                                   | 4                                 |
| Trường songid là BẮT BUỘC CHO BẢNG XẾP HẠNG ĐỨC | 1                                 |
| Ireland (IRMA)                                  | 1                                 |
| Italy (AFI)                                     | 14                                |
| Hà Lan (Single Top 100)                         | 1                                 |
| New Zealand (Listener)                          | 3                                 |
| Na Uy (VG-lista)                                | 1                                 |
| South Africa                                    | 1                                 |
| Spain (PROMUSICAE)                              | 3                                 |
| Sweden (Topplistan)                             | 2 (tiếng Thụy Điển) 3 (tiếng Anh) |
| Thụy Sĩ (Schweizer Hitparade)                   | 1                                 |
| Anh Quốc (OCC)                                  | 1                                 |
| Hoa Kỳ Billboard Hot 100                        | 6                                 |
| US Cashbox Top 100                              | 10                                |

| Bảng xếp hạng (1974)   | Vị trí |
| ---------------------- | ------ |
| Australia              | 36     |
| Canada (RPM)           | 67     |
| UK                     | 16     |
| US (Billboard Hot 100) | 49     |
| US (Cash Box Top 100)  | 84     |

| Quốc gia                                                                           | Chứng nhận | Số đơn vị/doanh số chứng nhận |
| ---------------------------------------------------------------------------------- | ---------- | ----------------------------- |
| Anh Quốc (BPI)                                                                     | Bạc        | 200,000^                      |
| * Chứng nhận dựa theo doanh số tiêu thụ. ^ Chứng nhận dựa theo doanh số nhập hàng. |            |                               |